# Vila Norma
Vila Norma é um bairro de São João de Meriti, no estado do Rio de Janeiro.

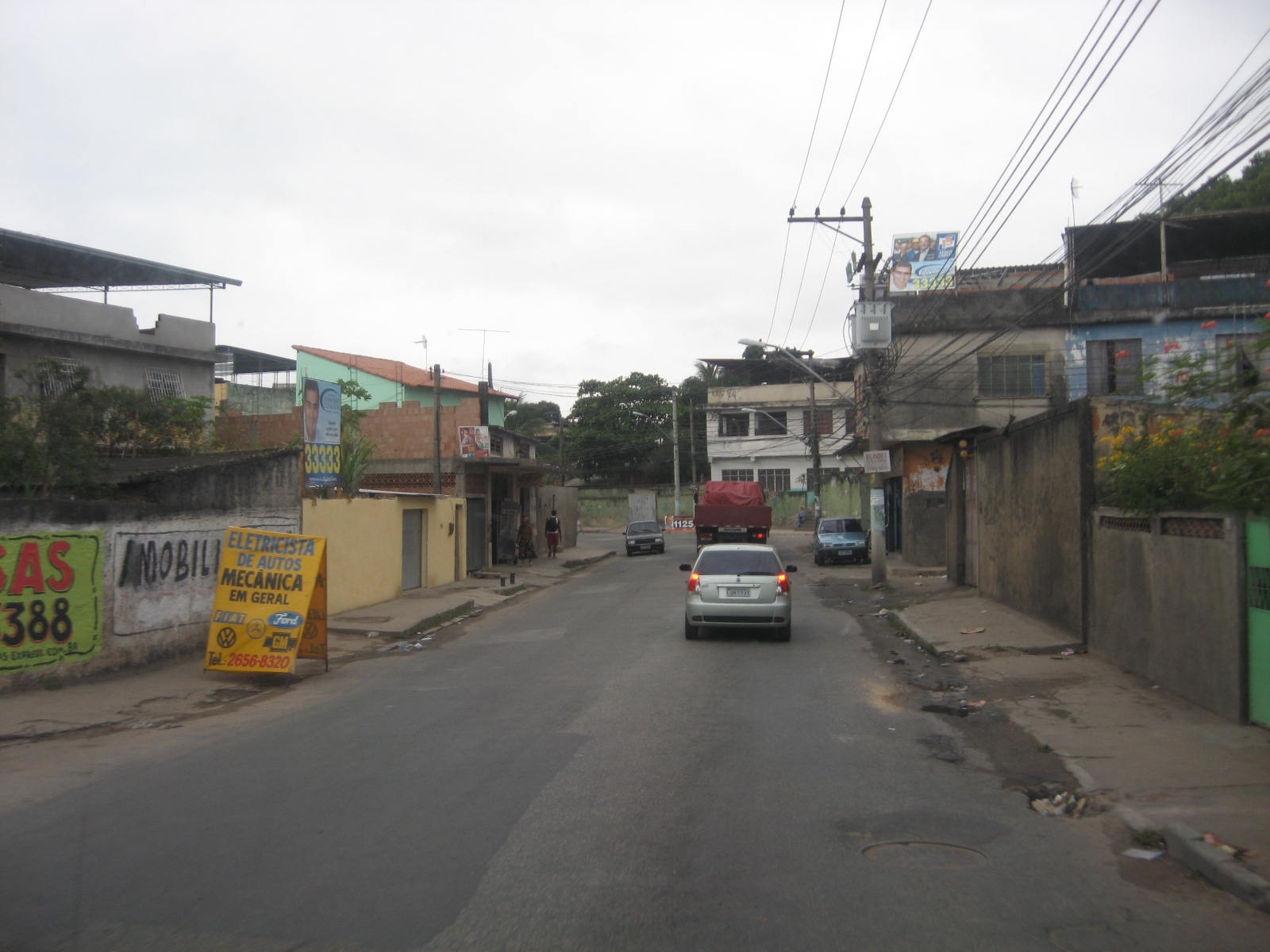
Vila Norma

## História
De caráter residencial, faz divisa com os municípios de Nilópolis e Mesquita.
Foi criado por volta da década de 1950, quando na localidade viviam apenas três famílias, a de Olindina Rosino da Silva, que veio de Pernambuco e faleceu em 23 de janeiro de 2010, com 95 anos, a de Noêmia da Costa Rosa, natural do Rio de Janeiro, falecida em 19 de novembro de 2008, aos 83 anos, e a de Leonor Braga dos santos, que veio de Três Rios e arrendou a granja que se estendia entre o rio Sarapuí à via principal, indo da via férrea até as torres da light.
Atualmente a família de Leonor Braga dos Santos reside em frente à rua Angelina Cropalato.
A comunidade local costuma referir-se ao bairro como "VN". Antigamente as ruas eram numeradas de 1 a 13, mas atualmente são nomeadas.
Seus limites vão da Via Light até os trilhos de uma ferrovia atualmente voltada para o transporte de carga.
Ultimamente o bairro vem sendo relegado pelo poder público, embora haja variados tipos de comércio que abrangem quase toda a sua extensão.
•	Nascimento de Vila Norma
Por volta de 1950, nasce um novo bairro no município de São João de Meriti, que recebe o nome de Vila Norma. Originado por três famílias: a de Olindina Rosino da Silva, pernambucana, a de Noêmia da Costa Rosa que era natural do Rio de Janeiro e de Leonor Braga dos santos que era arrendatária de uma chácara habitada por japoneses, onde possuía um laranjal, uma vacaria e uma grande horta onde moradores utilizaram como forma de sustento.
•	Desenvolvimento do bairro
A chácara foi dividida em lotes que foram enumerados de 1 a 13. O bairro de Vila Norma começou a se desenvolver à medida em que os lotes foram vendidos. Muitos moradores optaram por morar no bairro devido ao baixo custo dos lotes e a possibilidade de adquirirem a casa própria. Isso fez com que o bairro crescesse e surgissem assim, os primeiros pequenos comerciantes. O bairro não era asfaltado e foram colocados paralelepípedos, a princípio somente na rua principal. O asfalto só chegou ao bairro graças à Escola de samba Beija- Flor de Nilópolis que, para os seus carros alegóricos fossem transportados até o centro do Rio de janeiro, passavam por Vila Norma.
No bairro só existia uma única que escola, que hoje é uma igreja. Com o passar do tempo, outras escolas foram surgindo como a Escola Municipal Iracema Campos Fernandes, a Escola Municipal Roberto Bonifácio de Queiroz, além das escolas particulares como o Centro Educacional de Vila Norma (CEVIN) e o Centro Educacional Moura Dias.
A população não tinha água encanada o que os levaram a construir poços artesianos a fim de amenizar a falta de água. Somente há três anos, os moradores puderam ter água encanada em suas casas.
No bairro existe um posto de saúde e um posto policial, ambos foram construídos em 1993, no terreno cedido por três moradores à prefeitura de São João de Meriti.
•	Vila Norma X Éden
Muitos não reconhecem Vila Norma como bairro que é constantemente confundido com Éden. Muitas correspondências chegam às casas como o bairro de origem sendo Éden ao invés de Vila Norma. Isso incomoda muito os moradores, pois é como se Vila Norma não existisse. 	
Segundo relato de moradores, houve em Éden uma reunião com o objetivo de anexar Vila Norma a Nilópolis, devido à proximidade do bairro com o município.

O bairro também possui o primeiro depósito de bebidas da baixada fluminense construído em 1974.
Encontramos também em Vila Norma padarias, farmácias, sorveteria, pensões, loja de artigos religiosos, loja de materiais de construção, lanchonetes, Banco 24 horas, supermercados, lava-jatos, oficinas mecânicas, bares, bazares, lojas de móveis etc, além de uma fábrica de estofados, uma academia e uma padaria.